# Аль-Мутаваккиль аль-Мухсин
Аль-Мутаваккиль Аль-Мухсин (англ. Al-Mutawakkil al-Muhsin) (умер 29 июля 1878 года) был имамом, который претендовал на правление в государстве Зейдитов в Йемене в 1855—1878 годах, в соперничестве с другими претендентами во время Второго Османского вторжения. Его весьма спорное правление временно прервало независимость Йеменского государства.

## Внутренние распри в Санаа
Аль-Мухсин бен Ахмэд был сеидом от Шахары, крепость к северу от столицы Саны, и, следовательно, также был известен как аш-Шахари. Он был потомком в 15-м колене имама Аль-Мутаваккиль Аль-Мутаххар бин Яхья (умер в 1298). Аль-Мухсин жили во время больших политических потрясений в Йемене. Османские войска вторглись в ВЫсокогорный Йемен в 1849 году, а затем удалились, оставив государство Зейдитов как подчинённый им регион до 1872 года. На волне этого появилось несколько претендентов на Зейдитский имамат: Аль-Мансур Ахмад (1849—1853), Аль-Хади Галиб (1851—1852), Аль-Мансур Мухаммад (1853—1890), и Аль-Мансур Аль-Хусейн III (1859—1863). Различные имамы базировались местами и одерживали власть на краткие периоды в городе Сана. Аль-Мухсин претендовал на имамат в 1855 году, а затем в 1857 году под именем аль-Мутаваккиль аль-Мухсин. Однако только в 1860 году племена, находящиеся близко к Сане, вняли его требованиям, — соплеменники опасались растущей мощи государственного устройства исмаилита Макрама (англ. Makramah)), который был еретиком с точки зрения Зейдитов.
В том же 1860 году жители Саны устали от внутренних распрей и издали декларацию, что они будут присматривать за происходящими событиями у них в городе. Шейх под именем Мухсин Муид (умер в 1881 году) был поставлен губернатором города. Он установил контакт с имамом аль-Мутаваккиль аль-Мухсин, который основал свою резиденцию в форте Дху-Мармар (англ. Dhu Marmar) и чеканил монеты. В 1867 году имам поссорился с губернатором Мухсин Муид и занял Сану, но не смог удержаться в городе.
В следующем году было заключено соглашение, согласно которому аль-Мутаваккиль аль-Мухсин упоминался в пятничных молитвах, оставив администрирование преимущественно в руках губернатора. В 1868 году имам также пытался обуздать власть Макрахамской (исмаилитской) секты, которая воспользовалась трудными временами, чтобы захватить регион аль-Хаймах. Несмотря на то, что аль-Мутаваккиль аль-Мухсин имел поддержку племени Архаб (англ. Arhab), он потерпел неудачу в этом предприятии. Как следствие, его авторитет упал, и Сана в очередной раз стал ареной грабежей соплеменников.

## Вторая Османская оккупация Йемена
Тихама, низменность между высокогоным Йеменом и Красным морем был под властью Османской империи с 1849 года, кроме самого юга. После того, как в 1869 году открыли Суэцкий канал, Порта стала побаиваться возросшего британского влияния в южной части Аравии. В 1871 году турецкие войска вторглись в высокогорный Йемен, используя внутренние распри в стране. В те времена Йеменом называлось только высокогорная часть сегодняшнего Йемена. Низменность вдоль побережья Красного моря называлась Тихамой, а южнее и восточнее Йемена были другие государственные образования. И всё же, Османские лидеры решили взять в 1872 году весь Йемен под свой «большой палец». В то же время, аль-Мутаваккиль аль-Мухсин не был признан значительной частью населения Саны. Поэтому губернатор Мухсин Муид (англ. Muhsin Mu'id), признанный соперник и конкурент аль-Мутаваккиля аль-Мухсин, призвал аль-Хади Галиб (англ. al-Hadi Ghalib), как правильного имама. Губернатор и аль-Хади Галиб приветствовал турецкие войска, которые вошли в Сану в апреле 1872. С таким вмешательством государство Зейдитов было эффективно доведено к своему концу, так как была введена новая администрация. Аль-Мутаваккиль аль-Мухсин удалился в Хаддах (англ. Haddah к югу от Санаа, где он нашёл поддержку в борьбе с турецким оккупантам. Он был в состоянии поднять племена Хашид и Архаб (англ. Arhab) за своё правое дело. Его племенные последователей были разбиты в ряде сражений в том же 1972 году. Однако, аль-Мутаваккиль аль-Мухсин не захотел оказать сопротивление, но продолжал создавать проблемы для османского правления вплоть до своей смерти в 1878 году. Союз имама с племенами остался твёрд в дальнейшем. Однако он не смог всерьёз угрожать позиции оккупантов. После 1888 года сыновья имама аль-Мутаваккиль аль-Мухсин согласились на получение пенсии от турецкого губернатора в обмен на лояльность. Факел сопротивления захватил имам-самозванец аль-Хади Шараф ад-Дин из другой семьи.